# Yo no te pido la luna (telenovela)
Yo no te pido la luna es una telenovela colombiana producida por Caracol Televisión en 2010. Esta protagonizada por Anasol y Ricardo Vélez, con las participaciones antagónicas de Ángela Vergara y Juan Pablo Shuk.

## Sinopsis
Juanita Román (Anasol) es una joven bella y emprendedora que sueña con ser una cantante famosa. Tiene el talento y las ganas, pero no los recursos para lograrlo. Es por eso que decide recurrir a cantar en buses de servicio público de Bogotá para obtener algo de dinero que le ayude a llevar algo de sustento a su casa. En una de estas salidas, unos hombres la asaltan en un bus y le roban el dinero que había ganado cantando ese día. Juanita sale tras de ellos, pero cae en medio de la calle, siendo ayudada por Alejandro Castillo (Ricardo Vélez), un empresario millonario que estaba justo en ese momento en el lugar de los hechos.
Luego de esto, y después de un nuevo encuentro con Juanita, Alejandro descubre el talento de la muchacha y decide ayudarla a conseguir su sueño de ser cantante, a pesar de la negativa y las dudas de Juanita sobre las intenciones de Alejandro, y también a pesar de la oposición tanto de la familia de Alejandro como de su novia, Tatiana Ivanova (Ángela Vergara).

## Reparto
- Anasol: Juanita Román, protagonista.

Desde los 13 años Juanita ha aprendido a sobrevivir en la calle. Ella es parte del ejército de cantantes de buseta pero, a diferencia de la mayoría, la mujer tiene una maravillosa voz y el talento escondido de una estrella. La calle, con todas sus trampas, la ha convertido en una guerrera desconfiada. 
La mujer no se deja de nadie, no tiene pelos en la lengua a la hora de enfrentarse al que sea y más de una vez le ha tocado defenderse con uñas y dientes, porque, como ella misma dice, no se deja poner la pata encima ni de la mamá del Presidente de la República. 
A sus 17 años, Juanita es un diamante en bruto a punto de desperdiciarse. Como lo que Juanita se gana cantando en los buses y fiestas ocasionales donde la contratan no es suficiente, además trabaja de mesera en una casa de banquetes. 
- Ricardo Vélez: Alejandro Castillo, protagonista.

Alejandro es un hombre que se ha hecho a pulso. Su origen es clase media baja y su mamá murió cuando él era casi un niño. Nunca se entendió con su papá. Desde muy joven trabajó para pagarse sus estudios, en los que siempre sobresalió. La vida ha hecho de Alejandro un hombre exigente, disciplinado y algo inflexible. 
Considera que la dedicación y el trabajo consiguen todo. Es de una moral inquebrantable y por lo tanto aborrece toda irregularidad. En sus negocios, su reputación es de hombre intachable, imposible de sobornar e incansable. 
Con 44 años de edad es el presidente de una de las bancas de inversión más importantes del país. Paradójicamente fue el poco capital que dejó su papá el que le permitió comenzar esta empresa en la que su hermana Soledad es copropietaria. Profesionalmente lo ha logrado todo, su vida familiar es un fracaso y el amor es una ilusión que murió con su esposa. 
- Ángela Vergara: Tatiana Ivanova, novia de Alejandro, villana.

De porte distinguidísimo y belleza nórdica sin igual, pero malvada como nadie. Su inclinación al mal es muy sencilla: exige la gratificación constante en todos sus gustos, pasando por encima de quien sea. Y para lograrlo necesita plata, mucha plata. 
Si no fuera por su exótica figura, Tatiana sería la hija de papi típica bogotana. Fue a un colegio exclusivo, domina el francés, el inglés, el tenis (obviamente), se viste a la moda y todo le luce. Derrocha cantidades de falsa simpatía cuando quiere, le disgusta todo lo popular y tiene un olfato para detectar a los lobos y lobas, no los esteparios, sino los nuestros. 
Solo su papá la adora incondicionalmente mientras que Alejandro se siente muy cómodo con la versión que Tatiana ha armado de sí misma para él. Desde que conoció a Alejandro, Tatiana decidió que este sería el hombre de su vida. Tenía lo esencial: plata. Va a dar a la cárcel junto con Fernando, por sus negocios turbios.
- Juan Pablo Shuk: Fernando Sanclemente, amante de Tatiana, villano.

Pudo haber sido modelo pero su origen social se lo impidió. De su familia no le quedó más que una apropiada educación formal, excelentes conexiones sociales y las ganas de vivir como un gran burgués. 
Simpático, de apuntes graciosos, elegante, buen negociante, es en el fondo un hombre débil e inseguro porque sabe que su posición social se mantiene gracias a la fortuna de su esposa Soledad. Interesantemente, pero no sorprendente, su lado autoritario, déspota, desagradable es el que esgrime en la casa frente a su sumisa esposa con quien se casó abiertamente por interés, y no solo por hacerse a su plata sino por mantenerse al lado de su cuñado Alejandro a quien siempre ha admirado y envidiado con saña. 
La ambición será su perdición. Caerá por los negocios turbios que hace con Tatiana y junto con ella va a dar a la cárcel.
- Talú Quintero: Elvira Castillo, hermana de Alejandro.

Hermana mayor de Alejandro y Soledad. Es una mujer independiente, algo excéntrica y poco preocupada por el dinero. 
Encontrará al hombre de su vida en Vladimir, el papá de Tatiana. Los dos conformarán, después de muchas indecisiones e interferencias de Magaly, una extraña pareja, muy armoniosa y divertida. 
- Ana María Trujillo: Soledad Castillo, esposa de Fernando y hermana de Alejandro.

Es la hermana menor de Alejandro y nunca se ha llevado bien con su hermana mayor, Elvira, porque considera que usurpó el papel de su madre muerta. El sentimiento es mutuo. 
La sobreprotección de su padre hace que sea insegura y sumisa, situación que se complica con la imposibilidad de tener hijos. 
- María Cristina Pimiento: Carolina Castillo, hija de Alejandro.

Carolina, la hija de Alejandro y la niña consentida de su fallecida mamá, no supo a qué horas malogró su vida. Su filosofía ha sido la más sencilla: pide lo que quieras y gózalo todo. 
Esta señorita cree que el mundo gira a su alrededor y para ella un plan normal es irse de compras todo un fin de semana a Miami. No tiene empatía alguna por el resto de la humanidad y está convencida de que la vida de los demás no tiene nada que ver con la suya. 
Su mamá le daba todo y no le exigía nada, y si por fuera Carolina es una mujer preciosa, por dentro parece una masa pegajosa que todo lo devora. A la universidad entra porque le toca, y porque, a pesar del poco uso que le ha dado, su cerebro es capaz de grandes elaboraciones y mucha actividad. 
- Germán Patiño: Rodrigo Castillo, hijo de Alejandro, villano.

Un verdadero desastre es el hijo varón de Alejandro. Se graduó de colegio validando y comenzó dos carreras en una prestigiosa universidad de Bogotá antes de irse a estudiar una tercera a Boston, en un "college" de suburbio, al que vale la pena aclarar, casi nunca asistió. 
Sus fuertes son las mujeres y la rumba. Es un verdadero donjuán, encantador, zalamero, dulcemente mentiroso con ellas, un experto en la psicología femenina y sus puntos vulnerables. Abomina cualquier clase trabajo, detesta las responsabilidades, los horarios y la luz del día. 
Su tendencia innata es al delito porque carece completamente de escrúpulos para conseguir plata. Desprecia a su papá, lo ve como todo lo que no quiere ser. Las mujeres y la plata fácil, sus únicos objetivos en la vida serán finalmente la causa de su destrucción. El trabajo de barman en el bar de su tío le dará la oportunidad de recapacitar y madurar. 
- Luisa Fernanda Giraldo: Magaly Hernández de Román, mamá de Juanita.

Magaly perdió a su familia en la avalancha de Armero cuando tenía 16 años. Intentó actuar como extra, cortar el pelo, impulsar yogures en un supermercado, pero en ningún trabajo duró. Terminó de mesera en un cafetín donde conoció a Salvador, con quien se casó y de la unión nació Juanita.
- Santiago Cepeda: Sandro Román, hermano de Juanita.

Hermano menor de Juanita, apoya a su hermana en su carrera como cantante. Cuando Juanita empieza a cantar con su grupo, se enamora de Deyanira, a pesar de las advertencias de su hermana y Susana. Luego de que Deyanira le echara burundanga a una bebida que tomaba, se da cuenta de sus malas intenciones y desde entonces se enamora de Susana.
- Kepa Amuchastegui: Vladimir Ivanov, papá de Tatiana.

De origen noble, sobrevivió a las guerras y purgas de su extinto país. Su mujer murió en hechos confusos con la KGB y por ello, huyó con su hija Tatiana a París. Tiene un sentido estricto del deber, del honor y de la caballerosidad. Le encanta el vodka y cuando se le va la mano, se convierte en un hombre beligerante.
- Constanza Camelo: Deyanira Dupre, Corista de la Banda, Villana.

Creció en el burdel donde trabajaba su mamá. Deyanira hubiera terminado de prostituta de pueblo si no hubiera sido por el italiano que le enseñó a cantar ópera y que, enamorado, se la llevó a la capital. Después de abandonarlo, terminó de amante de un gerente de banco pero quedó embarazada y decidió abortar. Aburrida del ultraje del uno y del otro, aprendió a trabajar, primero de mesera, pero al convertirse en amante de Diego, él la incluye en su banda como corista.
- George Slebi: Diego Colmenares, Villano.

Diego siempre estuvo cerca... cerca de ser un músico notable, un cantante de éxito, el productor de Juanes, el arreglista de Shakira, pero siempre le fallaron sus planes. Es un parásito que ve a Juanita como una mina de oro.
- Mauricio Bastidas: Miguel Ponce, novio de Soledad

Él siempre está a un paso de salirse con la suya; para, apoderarse con el teatro musical y para destruirle el sueño de Juanita y quedarse con el crédito de ser una gran estrella. Da su mejor esfuerzo para quedarse con el escenario y poder cruzar la línea.
A Rodrigo lo delata por creerse el mejor y se queda con la credibilidad.
- Jéssica Sanjuán: Susana Espernancad, mejor amiga de Juanita.

Susana es la mejor amiga de Juanita, una romántica novelera y fanática de la música de plancha. Susana es la eterna optimista y su forma de ser le abre puertas en todos lados. Es una experta de la supervivencia en la calle: vende empanadas, flores o bolígrafos en los buses.